# Lustrzanka jednoobiektywowa

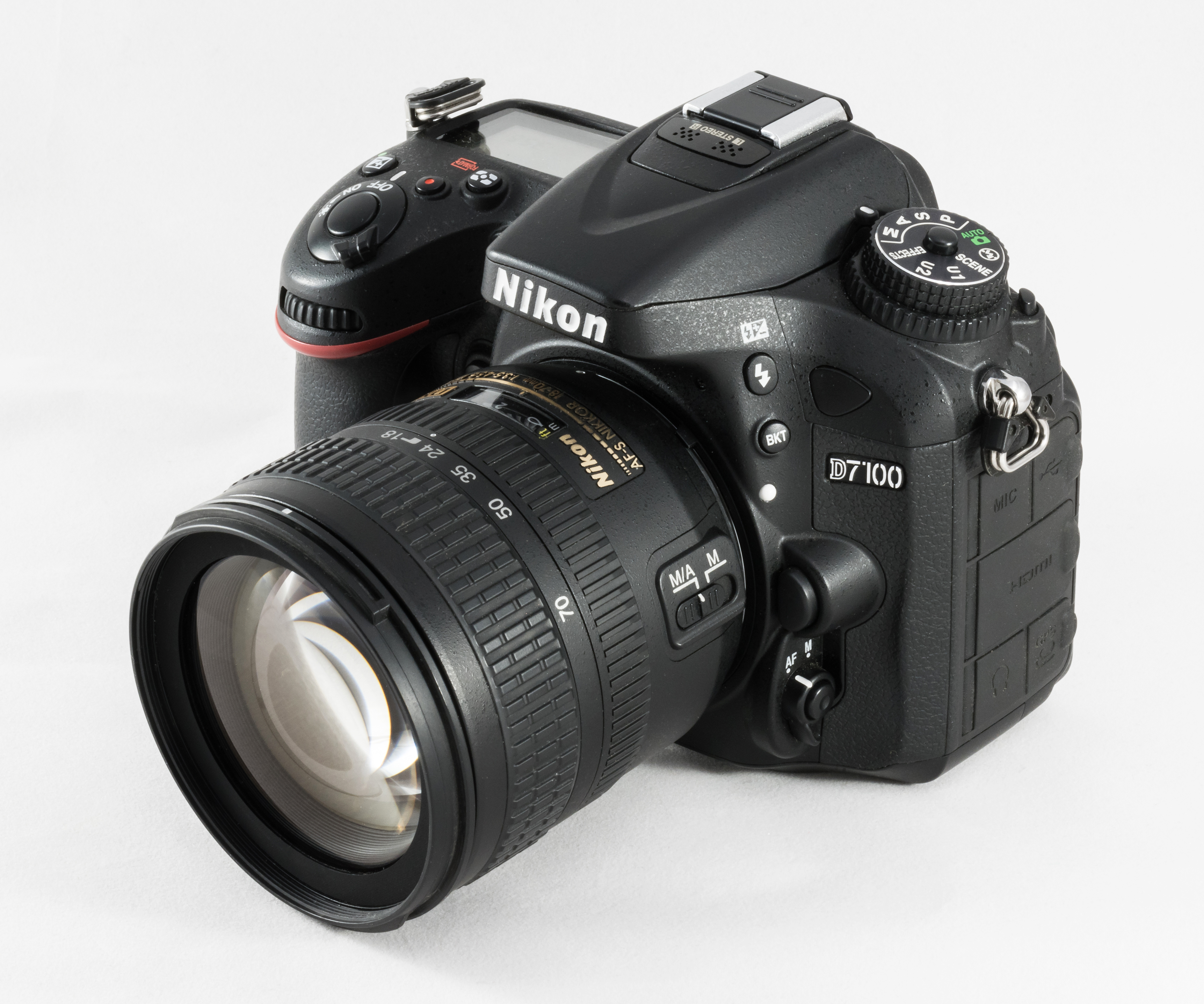
Lustrzanka jednoobiektywowa Nikon D7100

Lustrzanka jednoobiektywowa (SLR, ang. Single-Lens Reflex Camera) – aparat fotograficzny (lustrzanka) wyposażony w jeden obiektyw.

## Charakterystyka

Zwierciadło (2), które jest niezbędnym elementem lustrzanki, jest ustawione w korpusie pod kątem 45° do osi optycznej obiektywu. Najczęściej jest ruchome: po naciśnięciu spustu migawki (3) podnosi się do pozycji matówki (5) i światło bez przeszkód dociera do odsłoniętej błony lub matrycy (4).

Schemat aparatu fotograficznego (SLT) z nieruchomym lustrem półprzepuszczalnym (2) i czujnikiem AF (5)

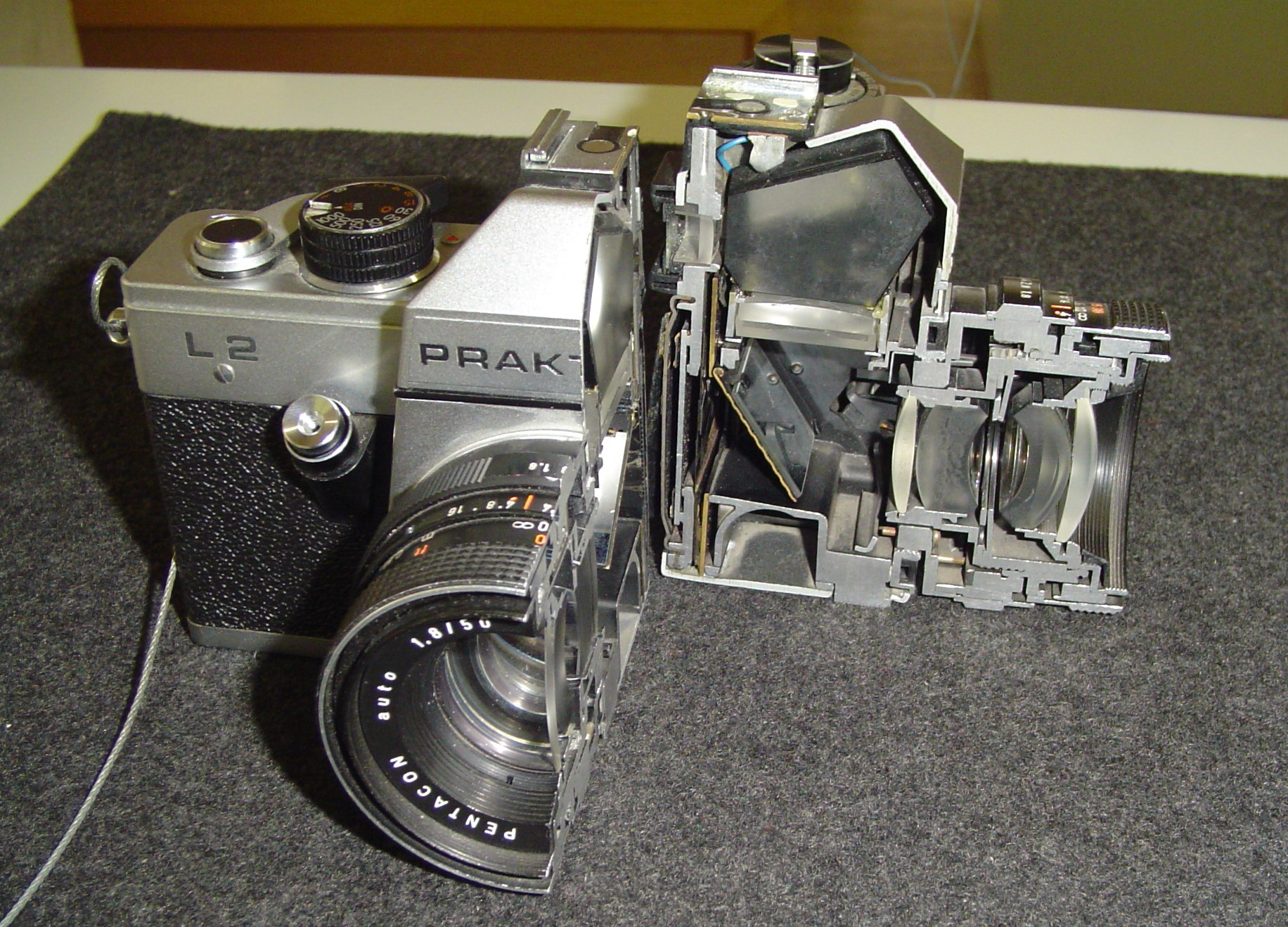
Model ilustrujący przekrój poprzeczny lustrzanki tradycyjnej Praktica L2.

Wbudowane w korpus lustro, kieruje światło padające przez obiektyw na matówkę, gdzie tworzy się obraz fotografowanego obiektu i dalej, przez soczewkę Fresnela i pryzmat pentagonalny lub pełniący jego rolę układ luster (pentamirror) do wizjera. Aby w wizjerze pojawił się prawidłowy obraz, dba się o właściwe jego obrócenie. Ważne jest, aby przy tym nie wprowadzić „odbicia lustrzanego”. W tym celu należy zachować parzystą liczbę odbić na drodze światła od obiektywu do wizjera (wymóg parzystej liczby odbić dotyczy wszelkich przyrządów optycznych zawierających lustra, lub wykorzystujących całkowite wewnętrzne odbicie). W lustrzance pokazanej na zamieszczonym schemacie, zastosowany jest pryzmat pentagonalny w wersji „odwracającej”, zawierający jedno z luster w wersji „dachowej”, będące w istocie dwoma lustrami. Taki pryzmat realizuje więc trzy odbicia, zapewniając wraz z lustrem wmontowanym w korpus aparatu, parzystą liczbę czterech odbić. Są również modele, zwłaszcza starszych aparatów średnioformatowych, w których obraz na matówce obserwuje się bezpośrednio z góry, bez pryzmatu i wizjera.
Wyjątek stanowią aparaty fotograficzne z nieruchomym zwierciadłem półprzepuszczalnym (SLT, ang. Single-Lens Translucent Camera; np. Canon Pellix, a współcześnie Sony α55 czy α33), gdzie część światła odbija się od lustra i trafia przez soczewkę i pryzmat do wizjera, a część od razu pada na migawkę, zaś po jej otwarciu – na błonę światłoczułą lub matrycę światłoczułą. Taka konstrukcja znacząco zmniejsza opóźnienie między wciśnięciem spustu a otwarciem migawki aparatu. Eliminuje także drgania pochodzące od podnoszącego się lustra w momencie wykonywania zdjęcia, co ma duże znaczenie przy średnich czasach naświetlania (od ok. 1/60 s do ok. 1 s). Podobny efekt uzyskuje się stosując mechanizm blokady podniesionego lustra (MLU, ang. Mirror Lock-Up) przed zrobieniem zdjęcia. Taka konstrukcja nie jest jednak pozbawiona wad, do których należy m.in. ograniczenie (o około 1/3 EV) ilości światła docierającego do materiału światłoczułego.
W lustrzankach jednoobiektywowych stosuje się zazwyczaj migawki szczelinowe, metalowe (rzadziej płócienne), o przebiegu pionowym (rzadziej poziomym), umieszczone za lustrem, jak najbliżej materiału światłoczułego. Najbardziej popularnym formatem w aparatach tradycyjnych był format małoobrazkowy (na perforowanej błonie o szerokości 35 mm naświetlany jest kadr o rozmiarach 24×36 mm), ale produkowano też jednoobiektywowe lustrzanki średnioformatowe (format klatki 45×60, 60×60 lub 60×70 mm). W przypadku cyfrowych aparatów fotograficznych jakość wykonywanych zdjęć zależna jest głównie od wielkości matrycy światłoczułej (zakładając korzystanie z tej samej optyki). Największe matryce posiadają lustrzanki pełnoklatkowe, czyli o wielkości 35 mm jak w tradycyjnych aparatach małoobrazkowych, co pozwala na uzyskanie mniejszych szumów, lepszego odwzorowania barw i wysokiej rozdzielczości wykonywanych zdjęć.
Aby umożliwić swobodną obserwację obrazu przez obiektyw, przy różnych wartościach liczby przysłony, w lustrzankach jednoobiektywowych stosuje się zazwyczaj układ automatycznej przysłony, która przez większość czasu pozostaje całkowicie otwarta, a przymyka się do nastawionej wartości samoczynnie po podniesieniu lustra, tuż przed wyzwoleniem migawki.
Często spotykanymi (choć nie obowiązkowymi) cechami lustrzanek jednoobiektywowych są również:
- możliwość stosowania wymiennych obiektywów,
- wbudowany układ pomiaru światła w trybie TTL.

## Podział lustrzanek jednoobiektywowych
Ze względu na rodzaj materiału światłoczułego:
- lustrzanki cyfrowe,
- lustrzanki klasyczne – błędne nazywane analogowymi (zob. też fotografia tradycyjna).

Ze względu na przeznaczenie:
- amatorskie (ang. entry level),
- zaawansowane (ang. midrange),
- profesjonalne.